# Jane Mary Guest
Jane Mary Guest, född 1762, död 1846, var en brittisk kompositör. 
Hon var elev till Johann Christian Bach, och producerade stycken för spelinstrument. Hon var pianolärare för de brittiska prinsessorna, och verksam som konsertpianist. Hennes kompositioner utgavs på både engelska, tyska och franska. 